# 他阿霊随
他阿 霊随（たあ れいずい、明和2年（1765年） - 天保6年12月29日（1836年2月15日））は、近世の時宗の僧。時宗当麻派本山だった無量光寺第52代住職。号は「南謨」「那謨」。

## 生涯
元々は浄土宗大本山の芝増上寺の僧であったが、無量光寺の依頼により、同寺に入る。参道の脇に徳本の名号碑を建てた。俳人でもあり、文化7年（1810年）五柏園丈水の3回忌に追善の句集『遠ほととぎす』を刊行している。その地位にあること26年で文政3年（1820年）隠居する。主に隠居後に、相模国中部を中心に、武蔵国南部にかけてまで、「一遍上人五十二代他阿」として他宗派を含む寺院境内や辻に100基にものぼる多数の名号碑を残し、寺勢の隆盛に努めた。